# Biarrotte
Biarrotte là một xã trong tỉnh Landes ở Aquitaine tây nam nước Pháp